# The Price of Smiles
The Price of Smiles (エガオノダイカ?, Egao no daika, lett. "Il prezzo dei sorrisi") è una serie televisiva anime ideata per celebrare il cinquantacinquesimo anniversario dello studio d'animazione Tatsunoko Production. Andata in onda in Giappone su WOWOW, Tokyo MX e ytv dal 4 gennaio al 22 marzo 2019, è stata trasmessa in streaming sottotitolata da Crunchyroll in varie lingue tra cui l'italiano.

## Trama
Su un pianeta lontano dalla Terra, la dodicenne principessa Yūki eredita il trono del pacifico e cosmopolita regno di Soleil, desiderando di amministrarlo con saggezza e nel nome della pacifica convivenza con tutte le nazioni confinanti. Quello che però Yūki ignora, in quanto nascostole dai suoi stessi ministri, è che Soleil è in realtà in guerra con il nazionalista e militarista impero di Grandiiga, che brama le conoscenze di Soleil il materia di chrars, una tecnologia sviluppata ufficialmente ad uso civile, ma dalle indubbie potenzialità belliche. Nell'esercito di Grandiiga serve Stella, diciassettenne capace e riservata, che condivide con Yūki la tendenza a non perdere mai il proprio sorriso, anche nelle situazioni più disperate.

## Personaggi
Yūki Soleil (ユウキ・ソレイユ?, Yūki Soreiyu)
Doppiata da: Yumiri Hanamori
La giovane principessa e simbolo del regno di Soleil. Ingenua e infantile, è rimasta orfana quando era solo una bambina, ed è ignara del fatto che Soleil e Grandiiga sono in guerra tra loro, poiché nascostole dai suoi stretti ministri.
Stella Shining (ステラ・シャイニング?, Sutera Shainingu)
Doppiata da: Saori Hayami
Ragazza, membro dell'esercito imperiale di Grandiiga, che combatte sotto il comando di Gale Owens. Dalle abilità eccellenti, è capace e riservata e ha perso i suoi genitori nella guerra in cui stanno combattendo. Porta con sé un acquario olografico e, stranamente, sorride anche in circostanze inaspettate.
Joshua Ingram (ヨシュア・イングラム?, Joshua Inguramu)
Doppiato da: Yoshitsugu Matsuoka
La guardia del corpo di Yūki, ha vissuto con lei sin dall'infanzia visto che suo padre è morto quando lui era bambino. Determinato e tenace, è lui che ha scelto di tenere Yūki all'oscuro della guerra tra Soleil e Grandiiga, poiché desidera proteggere il suo sorriso.
Layla Etoile (レイラ・エトワール?, Reira Etowāru)
Doppiata da: Rina Satō
La tutrice di Yūki, di cui la ragazza ha timore. È intelligente e rigorosa.
Harold Miller (ハロルド・ミラー?, Harorudo Mirā)
Doppiato da: Nobutoshi Canna
Capo dell'esercito di Soleil, considera Yūki come una figlia e ha sempre un sorriso pronto quando le parla. È un eccellente comandante in battaglia, che dà sempre ordini precisi. È amico di Izana fin dai tempi dell'accademia militare.
Izana Langford (イザナ・ラングフォード?, Izana Rangufōdo)
Doppiato da: Ryōtarō Okiayu
Un funzionario politico calmo, disinvolto e analitico. Non ama i conflitti, ma sceglie di combattere per proteggere la sua amata famiglia.  Non ha stomaco per l'alcol. È amico di Harold fin dai tempi dell'accademia militare.
Yuni Vanquish (ユニ・ヴァンキッシュ?, Yuni Vankisshu)
Doppiata da: Makoto Koichi
Eccellente pilota della zona di confine di Soleil e sorella gemella maggiore di Lune. Ha una personalità brillante e vuole sempre aiutare le persone. Le piacciono le cose carine. Tuttavia, ha l'abitudine di sbagliare qualcosa a causa della sua incoscienza. Vuole molto bene a Lune, la quale è sempre pronta a sostenerla. Eccellente come pilota, ha però scarse capacità di comando.
Lune Vanquish (ルネ・ヴァンキッシュ?, Rune Vankisshu)
Doppiato da: Junya Enoki
Abile pilota della zona di confine di Soleil e fratello gemello minore di Yuni. A differenza di sua sorella, è sempre serio e equilibrato. È sempre pronto a sostenere sua sorella quando si precipita a capofitto in qualcosa.
Gale Owens (ゲイル・オーウェンズ?, Geiru Ōwenzu)
Doppiato da: Takashi Matsuyama
Nuovo capo dell'esercito imperiale di Grandiiga. È al tempo stesso un eccellente pilota e un eccellente comandante.
Lily Earhart (リリィ・エアハート?, Rirī Eahāto)
Doppiata da: Yuki Nagaku
Membro dell'esercito imperiale di Grandiiga, è una ragazza sempre allegra che mette buonumore tra la squadra. Ammira Stella e in battaglia serve spesso nel ruolo di supporto per gli altri membri.
Huey Malthus (ヒューイ・マルサス?, Hyūi Marusasu)
Doppiato da: Toshiki Masuda
Membro dell'esercito imperiale di Grandiiga, è un ragazzo cinico e sarcastico che combatte spesso al fianco di Stella. È un pilota superbo, specialmente in tiro.
Pearce Thorn (ピアース・ソーン?, Piāsu Sōn)
Doppiato da: Haruki Ishiya
Membro dell'esercito imperiale di Grandiiga, è serio e con un forte senso della giustizia. Mette il dovere di soldato sopra ogni altra cosa. A causa della sua natura seria, ha un atteggiamento inflessibile.
Blake Boyer (ブレイク・ボイヤー?, Bureiku Boiyā)
Doppiato da: Minoru Shiraishi
Membro dell'esercito imperiale di Grandiiga, funge sia da pilota che da meccanico. È accomodante e non molto motivato come un soldato.

## Media

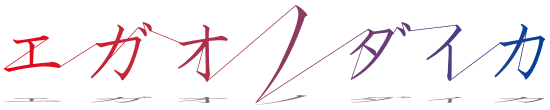
Logo originale della serie

La serie televisiva anime, prodotta da Tatsunoko Production e diretta da Toshimasa Suzuki, è andata in onda su WOWOW, Tokyo MX e ytv dal 4 gennaio al 22 marzo 2019. Le sigle di apertura e chiusura sono rispettivamente Egao no kanata (エガオノカナタ?) di Chiho feat. majiko e Kono sekai ni hanataba wo (この世界に花束を?) di Kimi no orphe. Un'edizione home video della serie è stata divisa in quattro cofanetti Blu-ray da tre episodi l'uno, usciti tra il 2 aprile e il 2 luglio 2019.
In tutto il mondo gli episodi sono stati trasmessi in streaming in simulcast, anche coi sottotitoli in italiano, da Crunchyroll.

### Episodi
| Nº | Titolo italiano Giapponese 「Kanji」 - Rōmaji                | In onda          | In onda |
| Nº | Titolo italiano Giapponese 「Kanji」 - Rōmaji                | Giapponese       |         |
| 1  | La ragazza di Soleil 「ソレイユの少女」 - Soreiyu no shōjo   | 4 gennaio 2019   |         |
| 2  | La verità della guerra 「戦乱の真実」 - Senran no shinjitsu  | 11 gennaio 2019  |         |
| 3  | Il soldato dei sorrisi 「微笑みの兵士」 - Hohoemi no heishi  | 18 gennaio 2019  |         |
| 4  | La scelta della speranza 「希望の選択」 - Kibō no sentaku    | 25 gennaio 2019  |         |
| 5  | La notte della squadra 「分隊の一夜」 - Buntai no ichiya     | 1º febbraio 2019 |         |
| 6  | Il bivio del destino 「運命の岐路」 - Unmei no kiro          | 8 febbraio 2019  |         |
| 7  | I girasoli del palazzo 「王宮のひまわり」 - Ōkyū no himawari | 15 febbraio 2019 |         |
| 8  | L'ultimo messaggio 「最後の伝言」 - Saigo no dengon          | 22 febbraio 2019 |         |
| 9  | L'elegia dell'alba 「暁の挽歌」 - Akatsuki no banka          | 1º marzo 2019    |         |
| 10 | L'anima si infiamma 「魂の発火」 - Tamashī no hakka          | 8 marzo 2019     |         |
| 11 | La risolutezza delle due 「二人の決意」 - Futari no ketsui   | 15 marzo 2019    |         |
| 12 | Il prezzo dei sorrisi 「笑顔の代価」 - Egao no daika         | 22 marzo 2019    |         |